# 吉野川橋 (徳島自動車道)

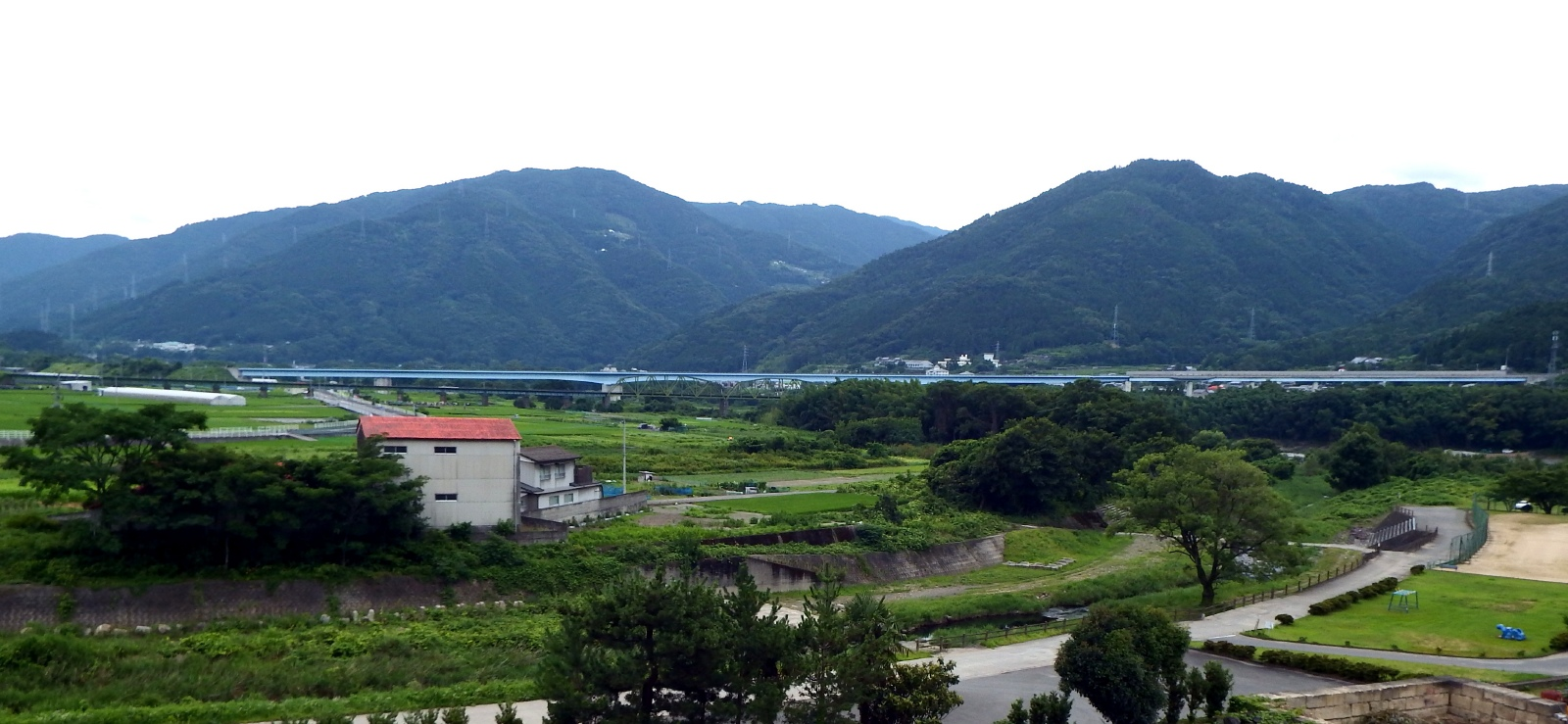
北岸西より

吉野川橋（よしのがわばし）は、吉野川に架かる徳島自動車道の桁橋。南岸は徳島県三好市井川町八幡。北岸は同県三好郡東みよし町昼間。

## 沿革
- 1999年（平成11年） - 完成。徳島自動車道の「吉野川サービスエリア」と「井川池田インターチェンジ」の間に位置。

## 橋の概要
- 橋長：852.5 m
- 有効幅員：9.0 m
- 完成：1999年（平成11年）

## 周辺
- 長楽寺 (三好市)
- 佃駅 - JR土讃線